# Мухаммед ІІ аль-Маїт
Абу'л-Гаранік Мухаммед ІІ ібн Ахмед аль-Маїт (араб. أبو الغرانيق محمد الثاني بن أحمد‎‎; нар. 851 — 875) — 8-й емір держави Аглабідів в 864—875 роках.

## Життєпис
Походив з династії Аглабідів. Син еміра Ахмеда I. Посів трон в грудні 864 року після смерті стрийка — еміра Зіядет-Аллаха ІІ. Успадкував розвинену економічну, політичну та військову державу. Зберігав принципи політики, закладені попередниками.
Підтримав завершення підкорення Сицилії. Протягом 867—869 років бої точилися біля Сиракуз та Катанії. Водночас продовжувалися напади на узбережжя Південної Італії, Сардинії та Корсики. 869 року емір особисто висадився на острові, де невдало атакував міста Тавроменій і Сиракузи. Неподалік від останнього зазнав тяжкої поразки від візантійців. З цього часу емір майже не залишав Кайруан, дедалі менше цікавився державними справами, приділяючи увагу пияцтву, полюванню та іншим розвагам.
У 870 році після декількох спроб вдалося захопити Мальту. Було здійснено низку нападів на Лаціум, але папський флот у 872 і 873 роках завдав Аглабідам низки поразок. Емір не надав також необхідної допомогу Барійському емірату, який було підкорено візантійцями. Разом з тим було укладено військовий союз із Сергієм II, дукою Неаполю.
874 року демографічних та економічних збитків завдала епідемія чуми, яку приніс караван паломників з Мекки. Помер Мухаммед ІІ в лютому 875 року. Йому спадкував брат Ібрагім ІІ ібн Ахмед.